# Little Limber
Little Limber (of: Limber Parva) is een gehucht in de gemeente Brocklesby in het Engelse graafschap Lincolnshire. Little Limber komt in het Domesday Book (1086) voor als 'Linbergham'. In het landschap rond het gehucht liggen de overblijfselen van een verlaten middeleeuwse nederzetting.